# Konrad Wolf (Politiker)

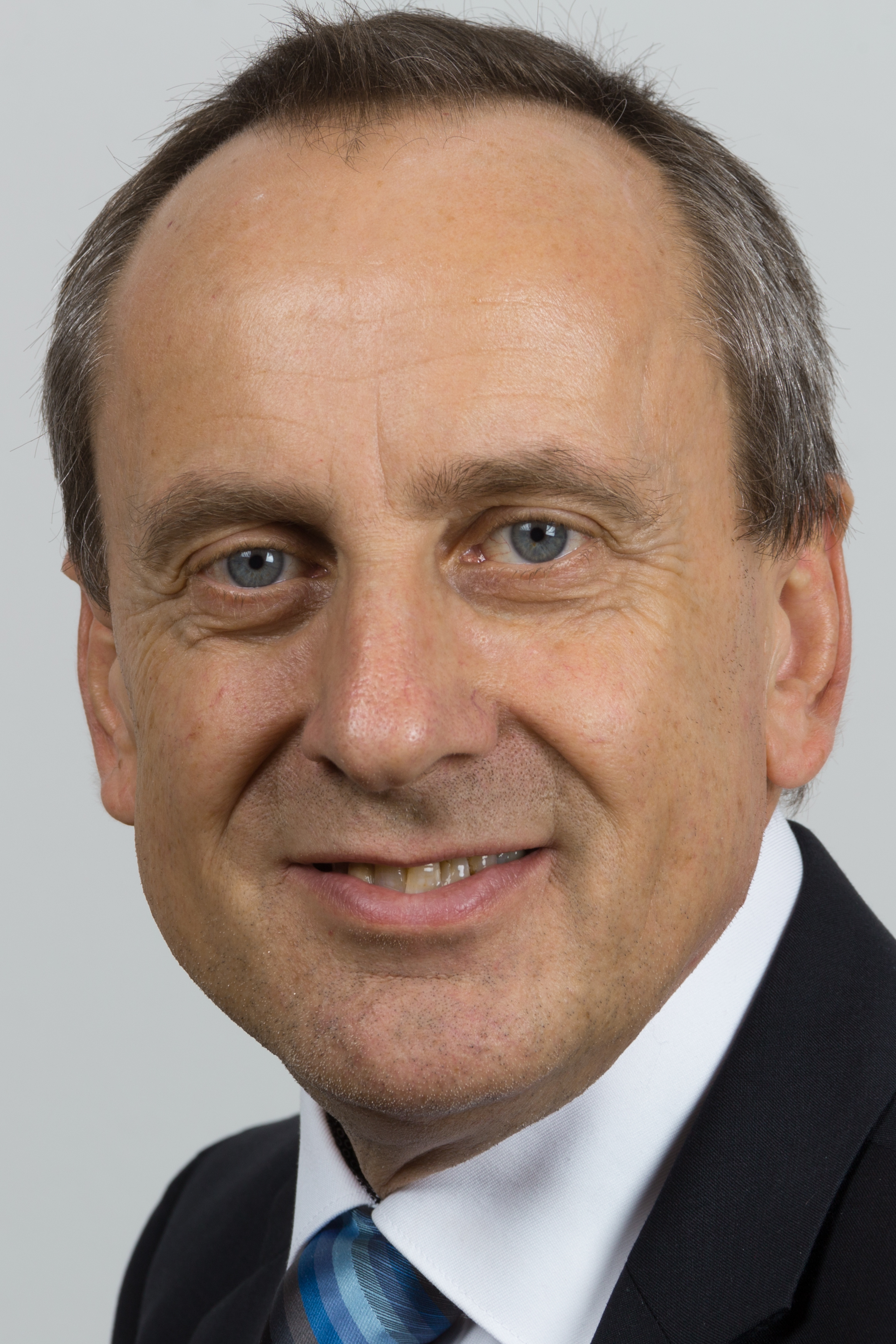
Konrad Wolf (2016)

Konrad Wolf (* 4. Januar 1962 in Sünching) ist ein deutscher Physiker, Professor und Politiker (SPD) und war 2016 bis 2021 Minister für Wissenschaft, Weiterbildung und Kultur im rheinland-pfälzischen Kabinett Dreyer II. Seit dem 1. September 2023 ist er Rektor der Hochschule Bremen.

## Leben und Karriere

### Wissenschaftliche Laufbahn
Wolf studierte von 1984 bis 1990 Physik an der Universität Regensburg, wo er anschließend bis 1994 am Institut für Experimentalphysik promoviert wurde. Als Postdoktorand arbeitete er im folgenden Jahr am Max-Planck-Institut für Plasmaphysik, es folgten Tätigkeiten am Fraunhofer-Institut für Mikroelektronische Schaltungen und Systeme (1995 bis 1997) und ab 1998 im Halbleiterbereich des Siemens-Konzerns, der 1999 unter dem Namen Infineon ausgegliedert wurde. Zwischen 2001 und 2015 war Wolf Professor für Halbleitertechnologie und mikroelektronische Bauelemente an der Hochschule Kaiserslautern (Campus Zweibrücken). Von Mai 2009 bis 2016 war er Präsident der Hochschule Kaiserslautern. Seit dem 1. September 2023 ist er als Nachfolger von Karin Luckey Rektor der Hochschule Bremen.

### Politik

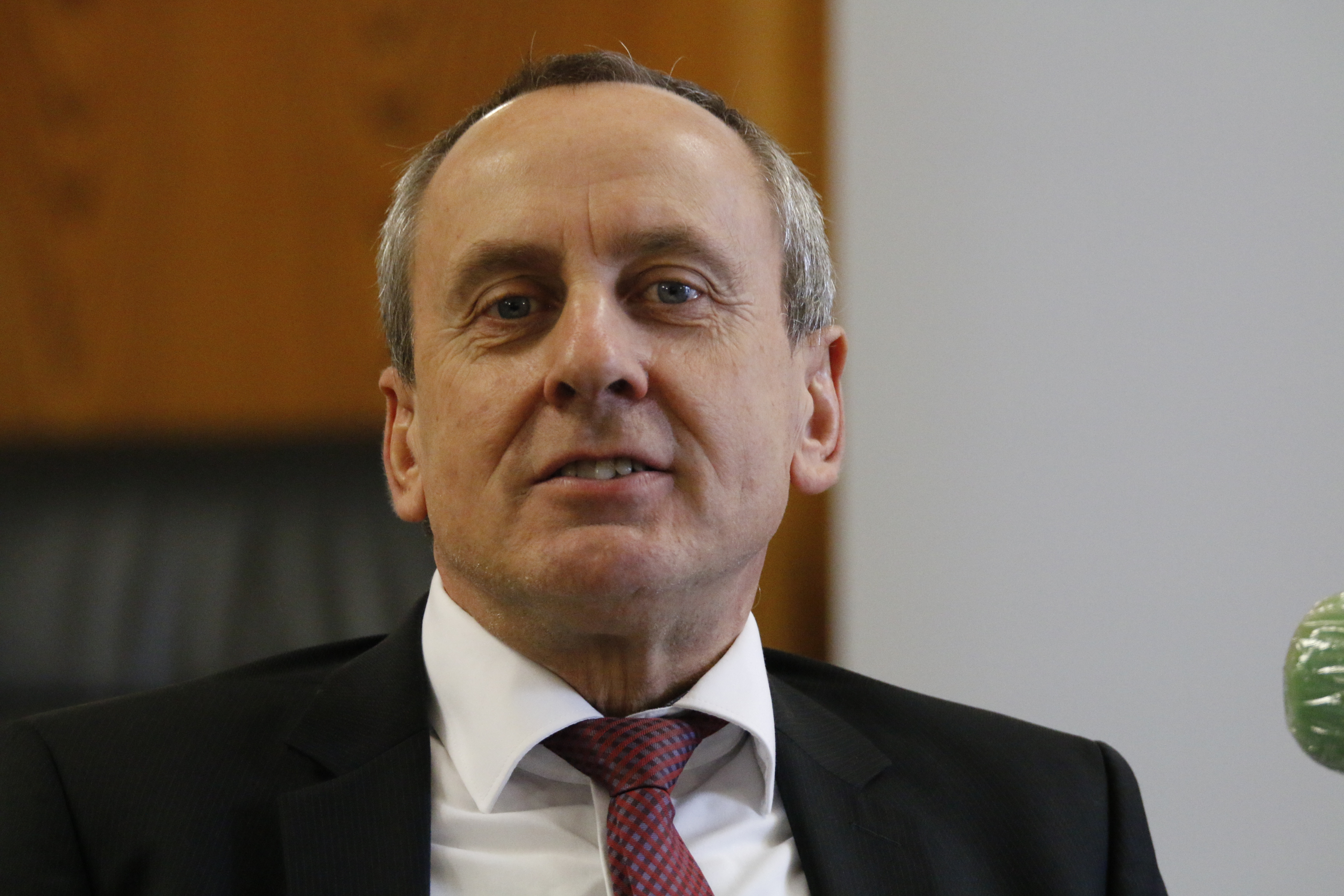
Konrad Wolf (2021)

Von Mai 2016 bis Mai 2021 war Konrad Wolf Minister für Wissenschaft, Weiterbildung und Kultur des Landes Rheinland-Pfalz. Zunächst parteilos, trat er am 13. September 2016 als Mitglied in die SPD ein.
Die zentrale Agenda seiner Wissenschaftspolitik basierte auf dem Expertenbericht "Hochschulzukunftsprogramm Rheinland-Pfalz" im Jahr 2018, in dem eine strategische Weiterentwicklung des Hochschul- und Wissenschaftssystem Rheinland-Pfalz angeregt wurde. Daraus abgeleitet wurde eine Hochschulstrukturreform, in deren Folge die Technische Universität Kaiserslautern und die Universität Koblenz-Landau neu strukturiert wurden.
Ab Juli 2019 war Konrad Wolf Vorsitzender der Gemeinsamen Wissenschaftskonferenz.